# Kamienica przy ul. Dworcowej 22 w Bytomiu
Kamienica przy ul. Dworcowej 22 w Bytomiu – kamienica z 1905 roku w Bytomiu, wpisana do rejestru zabytków nieruchomych województwa śląskiego.
Budynek mieszkaniowo-handlowy wzniesiony w Śródmieściu Bytomia z wykorzystaniem różnorodnych i różnobarwnych materiałów w stylu secesyjnym, stanowiący opus magnum wrocławskiego architekta Wilhelma Hellera będący zapewne jego ostatnim projektem dla Bytomia.

## Historia
Teren, na którym krzyżowały się ówczesne ulice: Bahnhofstrasse i Gymnasialstrasse (dzisiejsze ul. Dworcowa i Stanisława Moniuszki) był jednym z bardziej atrakcyjnych miejsc w Bytomiu do prowadzenia działalności usługowej. Bytomski przedsiębiorca Alfred Katz (1863–1918) oraz radca sanitarny i bytomski lekarz Max Bloch (1860–1930) podjęli decyzję o budowie kamienicy w tymże miejscu (ówczesny adres: Bahnhofstrasse 30). Projekt budynku oraz obliczenia statyczne wykonał wrocławski architekt Wilhelm Heller (ur. 1872 w Bielsku, zm. po 1918; data śmierci nieznana) w lutym 1905 roku. Prace budowlane zostały rozpoczęte w tymże roku, prowadzono je pod kierownictwem Wilhelma Hellera, w maju 1905 roku Heller wykonał małe zmiany w projekcie piwnic, w lipcu tegoż roku wykonano projekt kanalizacji oraz zabudowy łazienek. W październiku 1905 roku nad oknami wystawowymi kamienicy umieszczono osiem lampionów, a w kwietniu 1906 roku wprowadzono małe zmiany w Wyszynku Kisslinga (niem. Kisslings-Ausschank), tj. w pomieszczeniach restauracji, która znajdowała się na parterze budynku. Kamienica została opisana ilustrowanym artykule, który wydano w trzech numerach czasopisma „Ostdeutsche Bau-Zeitung”, które ukazały się w maju 1906 roku. Opisano ją jako tamże jako budynek mieszkalno-handlowy.
Przy budowie kamienicy byli zaangażowani:
- G. Ollendorff z Wrocławia, L. Rosenbund z Bytomia – prace stolarskie[11]
- M. G. Schott z Wrocławia – pawilon i pracownia fotograficzna, prace ślusarskie[11]
- Otto Scholz Nachf. z Wrocławia – poręcze balkonowe[11]
- A. Lehmanss Nachf. z Wrocławia – poręcze schodowe[11]
- Silberberg z Bytomia – schody[11]
- H. Fleischhauer z Wrocławia – okna wystawowe[11]
- J. Hoppek z Bytomia i G. Rezepka z Wrocławia – roboty szklarskie[11]
- A. Seiler z Wrocławia – przeszklenia mozaikowe[11]
- W. Schlesinger z Bytomia – prace malarskie[11]
- Julius Wentzel z Katowic – prace rzeźbiarskie[11]
- Alfred Katz z Bytomia – instalacja gazowa oraz wodna, okładziny ścienne[11]
- Siegersdorfer Werke – glazurowane kafle zastosowane na fasadzie[11]
- Thum z Bytomia i Erhlich ze Strzelec Opolskich – prace dekarskie[11]
- firma Schwarz & Sedlaczek z Wrocławia – wodne ogrzewanie centralne[11]
- Wolffsohn i Glowania z Bytomia – instalacja elektryczna[11]
- A. Brendgen z Wrocławia – dostawa tapet[11]
- Ossig z Bytomia – prace tapeciarskie[11]
- Vereinigung Deutscher Parkett-Fabriken z Wrocławia – parkiety[11]
- Garisch & Co – prace asfaltowe[11]

Z okazji otwarcia budynku bytomski radca budowlany i architekt Karl Brugger wygłosił przemówienie, w którym pochwalił projekt Wilhelma Hellera za zastosowanie znakomitych rozwiązań konstrukcyjnych. Pierwszym właścicielami byli inwestorzy Max Bloch i Alfred Katz. W 1906 roku otwarto w budynku Wyszynk Kisslinga.
W 1909 roku Wilhelm Heller wykonał ponadto projekt okna połaciowego w izbie dla pokojówki przy mieszkaniu na trzecim piętrze. W 1924 roku otworzono lokal „Erstes Kulmbacher”, którego właścicielem był S. Bobrek, a od 1927 roku działał „Spezialausschank Sandlerbräu” Josefa Kollera. Atelier fotograficzne, w którym mieścił się zakład fotograficzny Atelier Germania, zostało przebudowane przez firmę Działoszyński & Bruck na mieszkania w 1927 roku, w późniejszych latach budynek doznał dalszych zniszczeń, część metalowych ozdób odpadła, a pozostałe były skorodowane. W latach 1930–1937 właścicielem kamienicy byli Spadkobiercy Dr. Blocha (niem. Dr. Bloch’s Erben), a od 1937 roku budynek należał do kupca Jakuba Jaworskiego. W okresie międzywojennym kamienica mieściła kinematograf „Fata Morgana”. W 1946 roku 4 mieszkania w omawianej kamienicy przydzielono dla górników-repatriantów z Francji. 17 grudnia 1997 roku kamienica z oficynami została wpisana do rejestru zabytków nieruchomych województwa śląskiego, numer rejestru: A/1667/97. Około 2001 roku w kamienicy był sklep mięsny. W 2005 roku w budynku znajdował się oddział Dominet Banku. Współcześnie (stan na 2020 rok) w budynku znajdują się m.in. siedziba wytwórni muzycznej Box Music, apteka, kancelaria notarialna, Bar Pierożek, gabinet ginekologiczny, sklep obuwniczy. W październiku 2022 roku ukończono remont elewacji kamienicy, elementy metaloplastyczne zostały wykonane przez firmę Dolibóg.

## Architektura
Kamienica narożna, czterokondygnacyjna. Parter wzniesiony z wykorzystaniem betonu został przewidziany jako miejsce na dwa sklepy i restaurację. Pierwsze i drugie piętro przeznaczono na dwa okazałe mieszkania rodzinne, a trzecie piętro zajmowało jedno mieszkanie rodzinne i pracownia fotograficzna. Na trzecim piętrze znajdują się galerie balkonowe od ulicy i podwórza, uzyskane dzięki cofnięciu ściany zewnętrznej – taki projekt został niejako wymuszony wymogiem nadzoru budowlanego, który wymógł określoną wysokość gzymsu wieńczącego oraz zastosowanie nachylenia w wysokości 45° od niego do kalenicy. Naroże budynku było zwieńczone pawilonem opartym na żelaznej konstrukcji, na której umieszczono wachlarzowaty szklany daszek (nie zachowały się). W pawilonie mieściła się poczekalnia do atelier fotograficznego.
Elewacja od strony ulic została pokryta glazurowanymi kaflami barwy kremowej z jasnoniebieskimi przerywnikami oraz ciemnymi elementami drewnianymi. Widoczne są na niej elementy metalowej konstrukcji o charakterze ornamentu. Bogato zdobione okna wystawowe były wykonane ze stopu Durana-Metall, tj. stopu miedzi i cynku z domieszkami m.in. glinu i żelaza. Narożniki elewacji obłożono ozdobną blachą oraz rzeźbami przedstawiającymi głowę Hermesa i sowy. Elewacje w podwórzu pokryto prostymi cegłami licówkami barwy biało-żółtej.

## Galeria

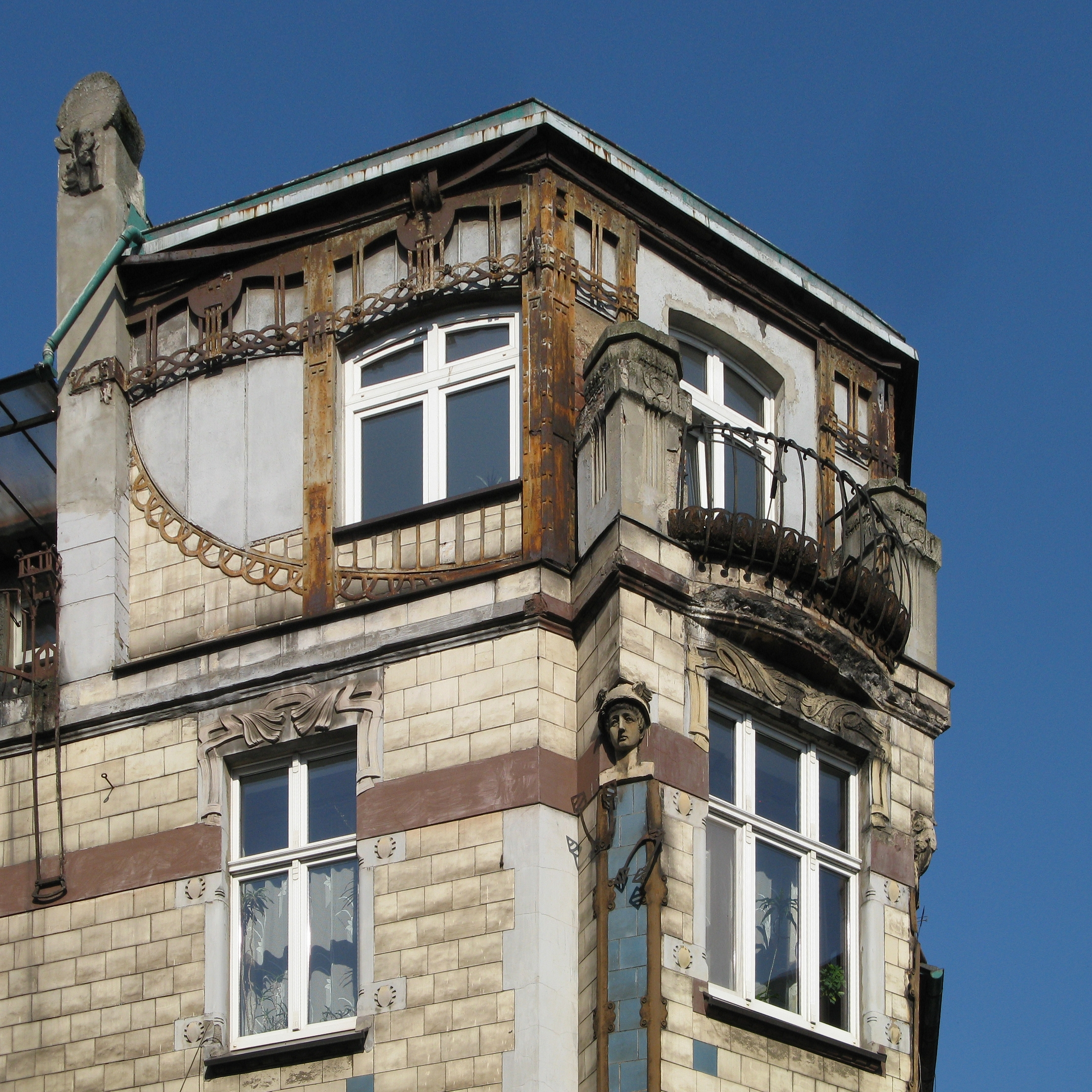
Zwieńczenie narożnika elewacji bez daszka (2018)
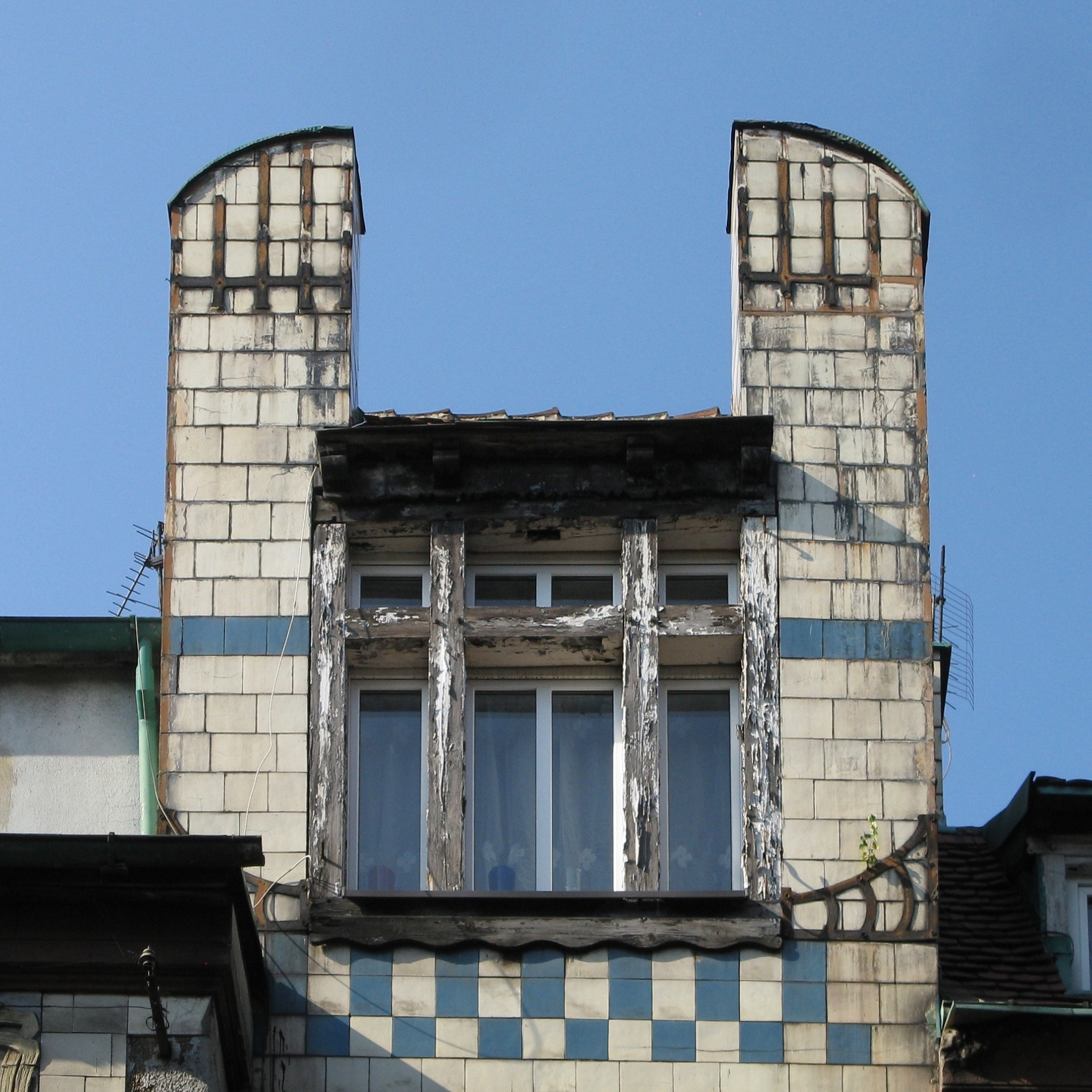
Okno ostatniej kondygnacji, elewacja przy ul. Stanisława Moniuszki (2018)
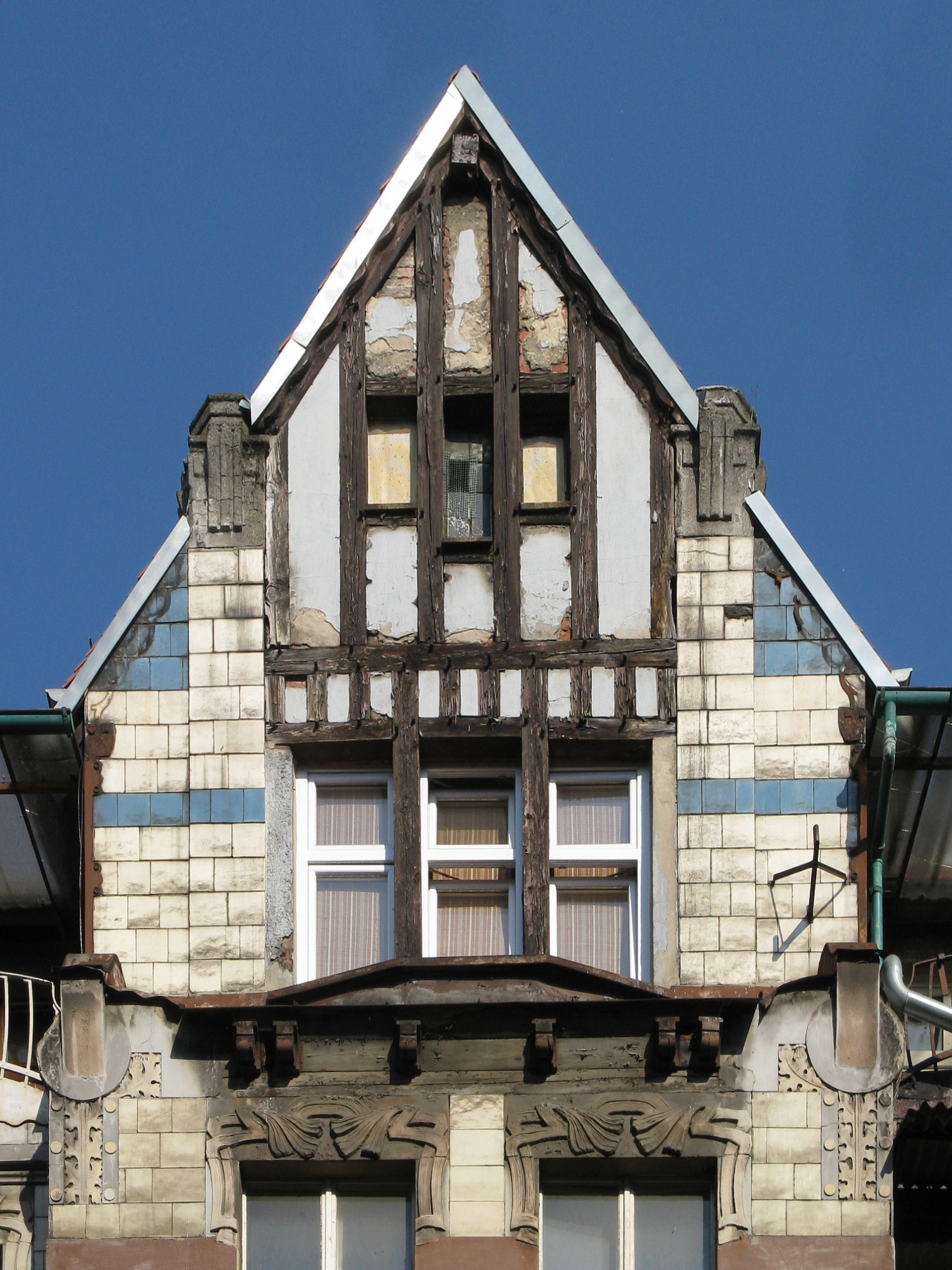
Okno ostatniej kondygnacji, elewacja przy ul. Dworcowej (2018)
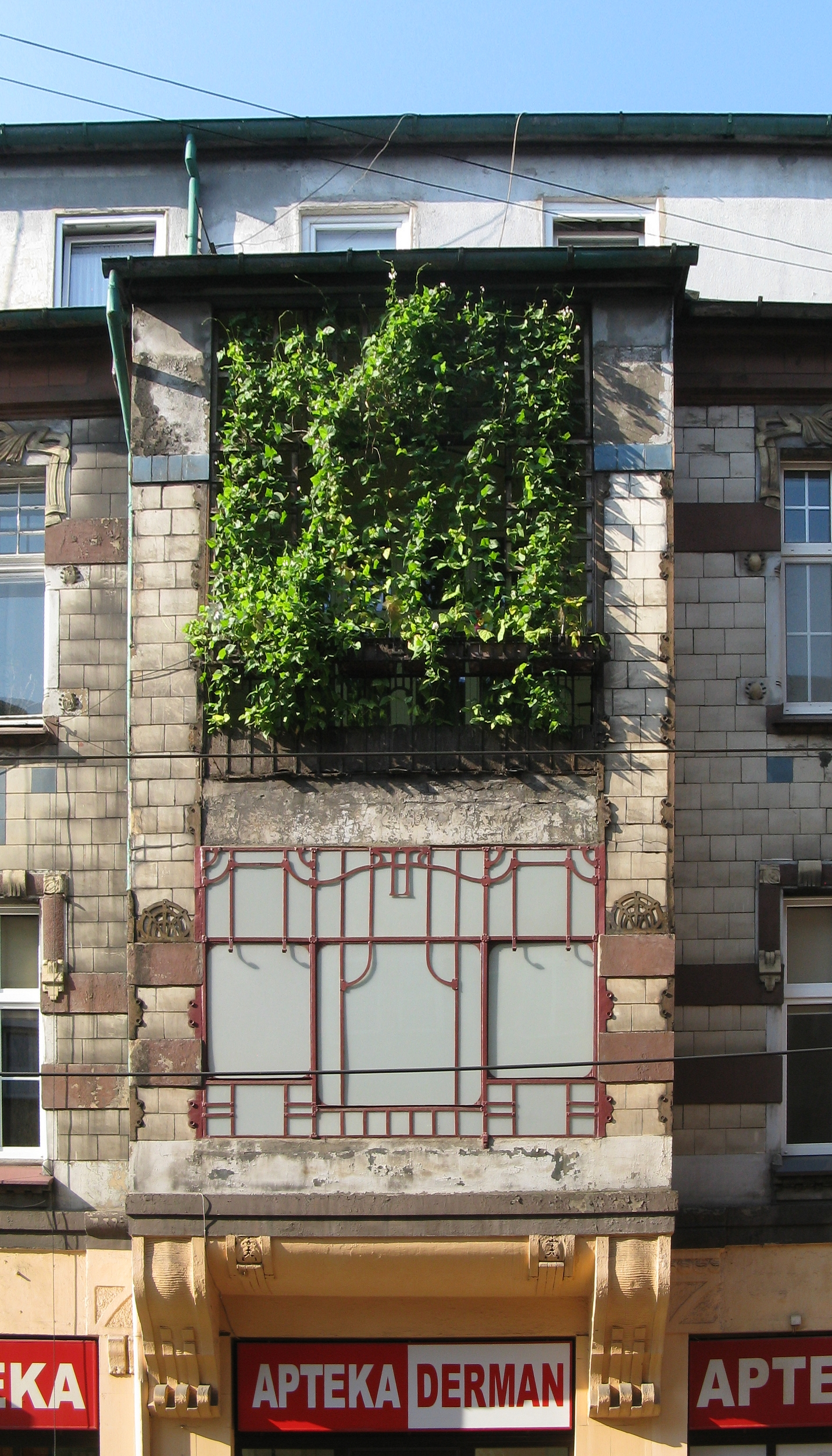
Wykusz z balkonem, elewacja przy ul. Stanisława Moniuszki (2018)
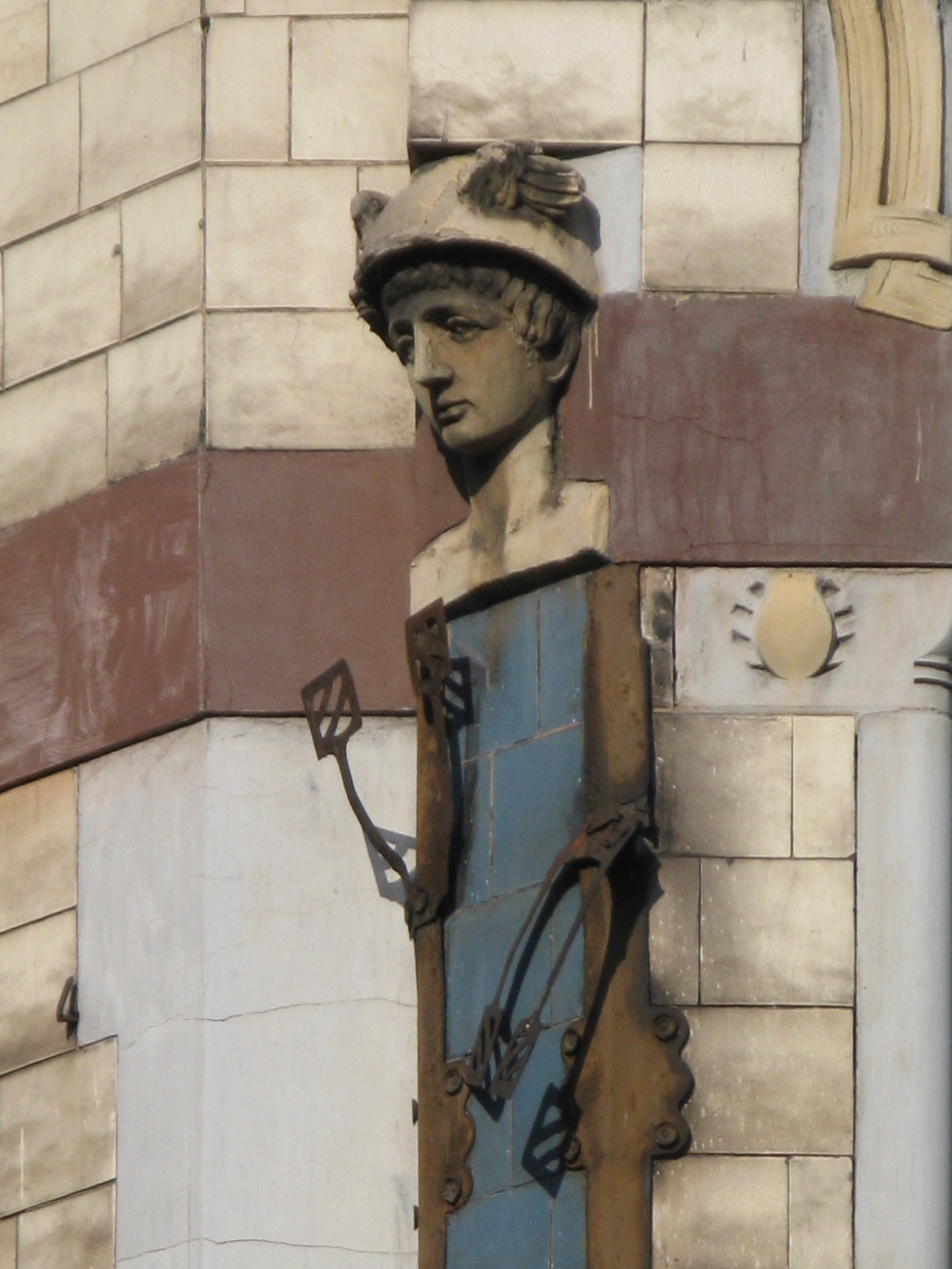
Rzeźba przedstawiająca głowę Hermesa w narożniku elewacji (2018)
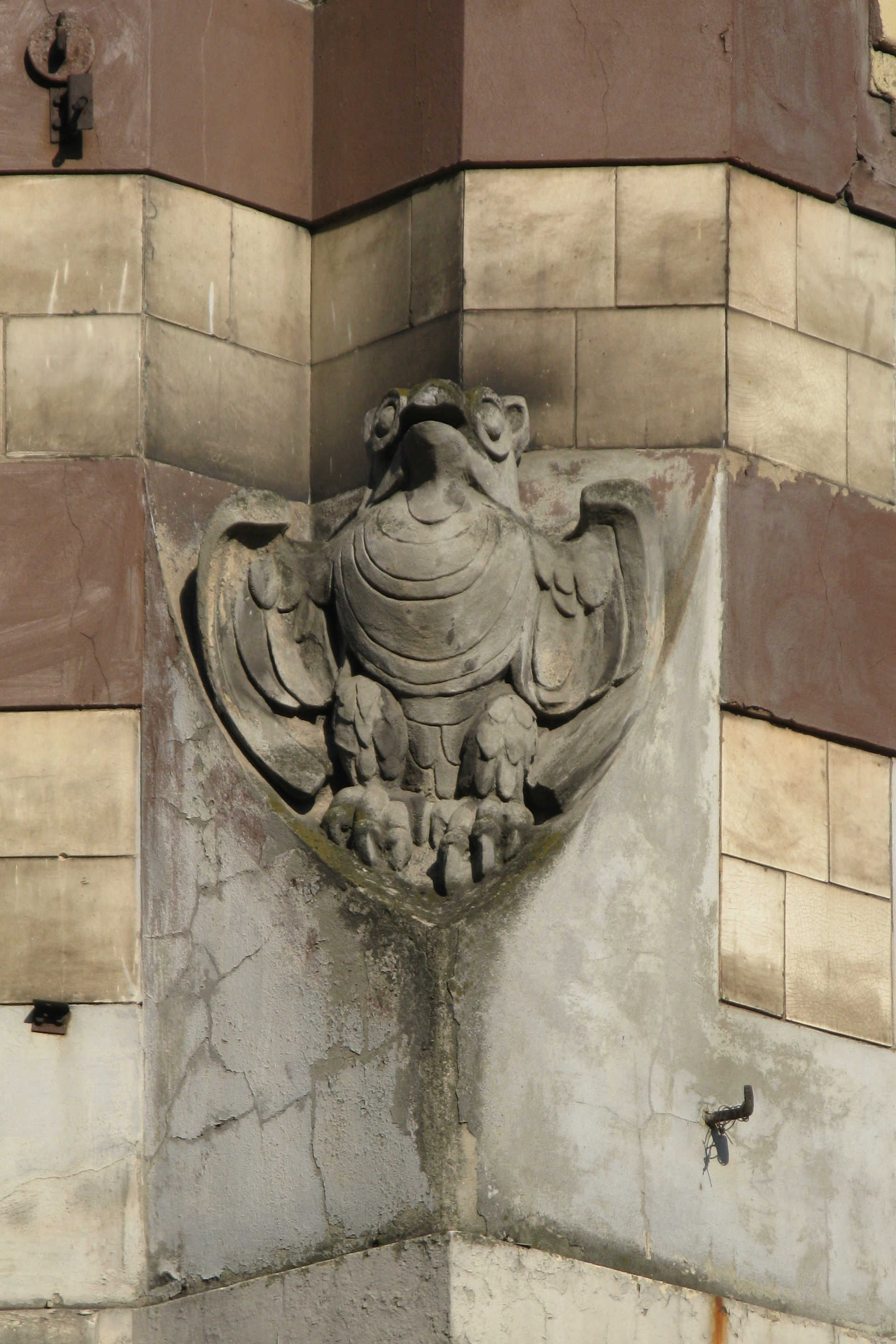
Rzeźba przedstawiająca sowę w narożniku elewacji (2018)
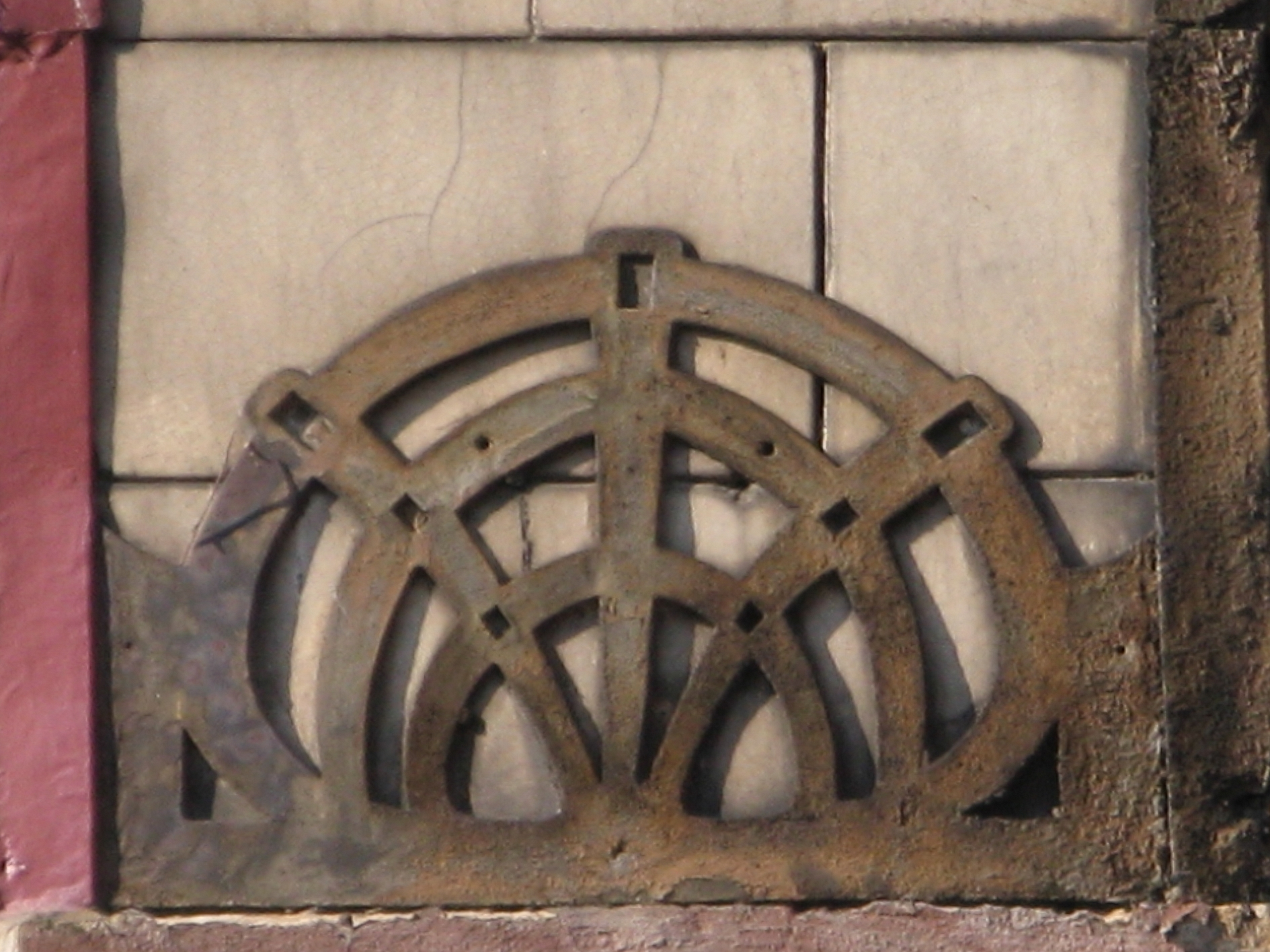
Metalowy ornament na elewacji (2018)